# Louise Norby
Louise Norby er en dansk sangerinde og sangskriver. Hun udgav sit debutalbum, Stranger in a Strange Land, under navnet Lois i 1998. Albummet var komponeret og produceret af Kasper Winding, mens Louise Norby havde skrevet teksterne i samarbejde med Winding.
Louise Norby har bl.a. indsunget kor for The Sandmen, Alberte Winding, One Two, Danseorkestret, Sanne Salomonsen, Sko/Torp, D-A-D, og Thomas Helmig.
I 1993 indsang hun den danske version af "A Whole New World", "Et helt nyt liv" (sammen med Søren Launbjerg) til den danske udgave af Disney-filmen Aladdin.
Louise Norby medvirkede i 1999 på velgørenhedssangen "Selv en dråbe".
I 2002 medvirkede hun i TV 2-komedieserien Hjerteafdelingen.
Louise Norby overtog i 2004 Trine Dyrholms rolle i teateropsætningen af musical-komedien Mr. Nice Guy på Bellevue Teatret.
I 2006 fik Louise Norby et top 20 hit i Storbritannien med singlen "Speechless", som hun udgav sammen med Kasper Winding under navnet Mish Mash. Sangen opnåede en 16. plads på UK Singles Chart.
Louise Norby er datter af komponist Erik Norby og operasanger Solveig Lumholt. Hun er søster til sangerinden Cæcilie Norby. Louise Norby gik på Sankt Annæ Gymnasium.